# Aedes stimulans
Aedes stimulans é um espécie de mosquito do Género Aedes, pertencente à família Culicidae.